# Betula browicziana
Betula browicziana là một loàithực vật thuộc họ Betulaceae. Loài này có ở Gruzia và Thổ Nhĩ Kỳ.